# Fagertjärnarna (Lillhärdals socken, Härjedalen, 684572-142313)
Fagertjärnarna är en sjö i Härjedalens kommun i Härjedalen och ingår i Ljusnans huvudavrinningsområde.